# Étienne Poncher (archevêque de Sens)
Pour les articles homonymes, voir Étienne Poncher et Poncher.
Étienne Poncher, né en 1446, et mort le 24 février 1524 à Lyon, est un ecclésiastique français, évêque de Paris, archevêque de Sens, et garde des sceaux de France sous Louis XII.

## Biographie
Originaire d'une famille de Tours, il fut successivement président aux enquêtes en 1498, dernier évêque de Paris élu par le chapitre de chanoines le 15 février 1503, archevêque de Sens le 14 mars 1519. Il est nommé garde des sceaux de France en juin 1512 jusqu'à sa destitution le 12 janvier 1514.
Les rois Louis XII et François Ier l'admirent dans leur Conseil et l'employèrent dans plusieurs négociations importantes. Il eut le courage de combattre la colère aveugle de Louis XII contre les Vénitiens et de s'opposer à la ligue de Cambrai.
François Ier le chargea d'attirer en France les savants étrangers. Poncher méritait cette commission honorable par son amour éclairé pour les lettres et par son zèle à seconder leur renouvellement. Il mourut à 78 ans, le 24 février 1524, regretté comme un prélat respectable, qui savait unir les vertus de son état aux talents de ses places. On estime ses Constitutions synodales, de 1514, surtout pour la matière des sacrements.

### Source bibliographique
« Étienne Poncher (archevêque de Sens) », dans Louis-Gabriel Michaud, Biographie universelle ancienne et moderne : histoire par ordre alphabétique de la vie publique et privée de tous les hommes avec la collaboration de plus de 300 savants et littérateurs français ou étrangers, 2e édition, 1843-1865 [détail de l’édition]